# THE PAPETMAN SHOW〜七つの謎の大扉〜
THE PAPETMAN SHOW〜七つの謎の大扉〜（まんしよう）は、山陽放送で放送されていたラジオ番組。

## 概要
- PAPETMANの正体は早田和泰である。
- 番組は七つのコーナーで構成された[1]。
- 早田の山陽放送退社に伴い終了した。

## コーナー
- 昭和・平成 行ったり来たりランキング
- 懐かしのTIME LITTELE BEFORE
- 黄昏のショットバー

## ゲスト

### 2005年
- 6月19日:μ-a
- 10月9日:IKUYA